# لیپو
لیپو (به مجاری:  Lippó) یک منطقهٔ مسکونی در مجارستان است که در ناحیه موهاچ واقع شده‌است.